# Bernardino Bilbao Beyner
Bernardino Bilbao Beyner (Santiago, 1788 - Valparaíso, 13 de septiembre de 1844) fue un político y abogado chileno.

## Biografía
Estudió en el Seminario (1800) y se graduó de abogado ante la Real Audiencia, el 10 de diciembre de 1810. Se ordenó presbítero en 1813 y fue teniente cura de San Isidro. En 1814 fue promotor fiscal esclesiástico.
Elegido Diputado por Talca en 1823 y 1824; por Santiago en 1825 y reelegido en 1827. En estos cuatro períodos integró la Comisión de Policía e Institutos de Misericordia y Beneficencia Pública. Presidente de la Cámara de Diputados (1825-1826).
Nuevamente electo diputado por el Partido Liberal, representando a Petorca, en 1837, integró en este período la Comisión permanente de Legislación y Justicia y la Comisión Eclesiástica.
En 1841 fue canónigo de Merced de la Catedral de Santiago.